# Christian Fagerberg

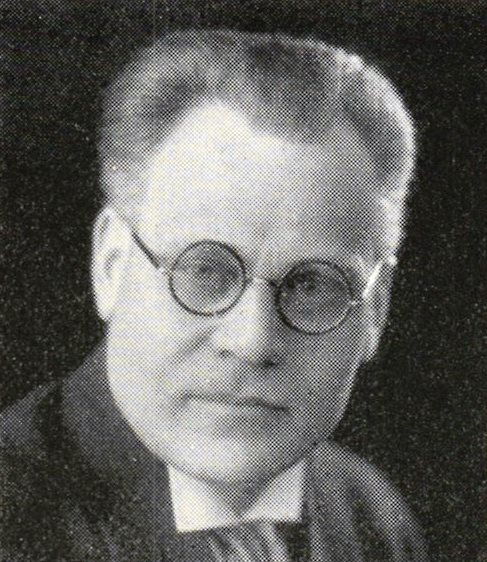
Christian Fagerberg

Johan Christian Fagerberg, född 22 juni 1888 i Glava församling, Värmlands län, död 30 augusti 1950 i Gnarps församling, Gävleborgs län, var en svensk journalist och författare.
Efter underofficersexamen vid Värmlands regemente 1911 var Fagerberg medarbetare i Hudiksvalls Nyheter 1927–1928 och föreståndare och redaktör för Sundsvalls Tidnings Hälsinglandsredaktion i Gnarp från 1929. Han var medlem av Publicistklubben från 1935.